# ポルペナッツェ・デル・ガルダ
ポルペナッツェ・デル・ガルダ（伊: Polpenazze del Garda）は、イタリア共和国ロンバルディア州ブレシア県にある、人口約2,700人の基礎自治体（コムーネ）。

## 地理

### 位置・広がり

#### 隣接コムーネ
隣接するコムーネは以下の通り。
- カルヴァジェーゼ・デッラ・リヴィエーラ
- マネルバ・デル・ガルダ
- ムスコリーネ
- プエニャーゴ・スル・ガルダ
- ソイアーノ・デル・ラーゴ

### 地震分類
イタリアの地震リスク階級 (it) では、2 に分類される
。

## 行政

### 分離集落
ポルペナッツェ・デル・ガルダには、以下の分離集落（フラツィオーネ）がある。
- Bottenago, Castelletto, Picedo, Fontanelle, Vedrine, Pozzolo, Borrine, Posteghe